# Jay Hakkinen
Pour les articles homonymes, voir Hakkinen.
Jay William Hakkinen, né le 19 juillet 1977 à Kasilof en Alaska, est un biathlète américain. Il a connu une carrière longue de près de vingt ans.

## Carrière
Lors de son enfance, il pratique le hockey sur glace à un niveau compétitif. Lors de sa première année au lycée, il doit renoncer à sa carrière à cause d'une blessure contractée en plein match. Après récupération, il devient skieur et remporte un titre national chez les juniors. C'est en Norvège, qu'il tombe d'affection pour le biathlon et commence à s'entraîner
Déjà actif au plus haut niveau lors de l'hiver 1994-1995, il devient champion du monde junior de sprint en 1997.
Jay Hakkinen prend part à ses premiers Jeux olympiques en 1998, la saison où il marque ses premiers points en Coupe du monde.
Plus rapide en skis qu'à l'aise au tir, il est le meilleur biathlète américain pour plusieurs années. Il obtient notamment une cinquième place lors de la Coupe du monde 1998-1999 au sprint de Lake Placid. Aux Jeux olympiques de Salt Lake City en 2002, il est treizième de la poursuite, résultat inédit pour un Américain.
Il a pour meilleur résultat aux Jeux olympiques d'hiver une dixième place à l'épreuve individuelle en 2006, améliorant la meilleure performance de son pays dans l'histoire olympique du biathlon. Il loupe le podium pour une erreur au tir en trop, alors qu'il a effectué le deuxième temps de ski. Il a obtenu également un top dix lors des Championnats du monde 2007 à Anterselva, avec une neuvième place à la mass start. Il se retire du biathlon en 2014.
En dehors du biathlon, Hakkinen est pêcheur.

## Palmarès

### Jeux olympiques d'hiver
| Épreuve / Édition                   | Individuel | Sprint | Poursuite | Départ groupé                    | Relais |
| Jeux olympiques 1998 Nagano         | 42e        | 60e    | —         | Épreuve inexistante à cette date | 17e    |
| Jeux olympiques 2002 Salt Lake City | 26e        | 26e    | 13e       | Épreuve inexistante à cette date | 15e    |
| Jeux olympiques 2006 Turin          | 10e        | 78e    | —         | 13e                              | 9e     |
| Jeux olympiques 2010 Vancouver      | 76e        | 54e    | 57e       | —                                | 13e    |

### Championnats du monde
| Épreuve / Édition             | Individuel | Sprint    | Poursuite | Départ en masse                  | Relais    | Relais mixte                     | Par équipes                      |
| 1997 Osrblie                  | 37e        | -         | -         | Épreuve inexistante à cette date | 20e       | Épreuve inexistante à cette date | 14e                              |
| 1998 Pokljuka                 | JO Nagano  | JO Nagano | 39e       | Épreuve inexistante à cette date | JO Nagano | Épreuve inexistante à cette date | Épreuve inexistante à cette date |
| 1999 Kontiolahti / Oslo       | 48e        | 16e       | 24e       | 18e                              | 18e       | Épreuve inexistante à cette date | Épreuve inexistante à cette date |
| 2000 Oslo-Holmenkollen/ Lahti | 31e        | 32e       | 30e       | -                                | 16e       | Épreuve inexistante à cette date | Épreuve inexistante à cette date |
| 2001 Pokljuka                 | 39e        | 31e       | 41e       | -                                | -         | Épreuve inexistante à cette date | Épreuve inexistante à cette date |
| 2003 Khanty-Mansiïsk          | -          | 47e       | 51e       | -                                | 17e       | Épreuve inexistante à cette date | Épreuve inexistante à cette date |
| 2004 Oberhof                  | 70e        | 47e       | LAP       | -                                | 18e       | Épreuve inexistante à cette date | Épreuve inexistante à cette date |
| 2005 Hochfilzen               | 69e        | 18e       | 23e       | -                                |           | DNS                              | Épreuve inexistante à cette date |
| 2006 Pokljuka                 | JO Turin   | JO Turin  | JO Turin  | JO Turin                         | JO Turin  | 18e                              | Épreuve inexistante à cette date |
| 2007 Antholz-Anterselva       | 31e        | 38e       | 18e       | 9e                               | 9e        | -                                | Épreuve inexistante à cette date |
| 2008 Östersund                | -          | 89e       | -         | -                                | 15e       | -                                | Épreuve inexistante à cette date |
| 2009 Pyeongchang              | Abandon    | -         | -         | -                                | -         | -                                | Épreuve inexistante à cette date |
| 2011 Khanty-Mansiïsk          | 80e        | 42e       | 35e       | -                                | 6e        | 13e                              | Épreuve inexistante à cette date |
| 2012 Ruhpolding               | 31e        | 91e       | -         | -                                | 10e       | -                                | Épreuve inexistante à cette date |

Légende :

 : épreuve inexistante

- : n'a pas participé à l'épreuve

### Coupe du monde
- Meilleur classement général : 33e en 2005.
- Meilleur résultat individuel : 5e.

#### Classements en Coupe du monde
| Saison    | Classement général final | Individuel | Sprint | Poursuite | Mass start |
| 1994-1995 | nc                       | nc         | nc     |           |            |
|           |                          |            |        |           |            |
| 1996-1997 | nc                       | nc         | nc     |           |            |
| 1997-1998 | 74e                      | nc         | 65e    | nc        |            |
| 1998-1999 | 39e                      | nc         | 28e    | 51e       | 28e        |
| 1999-2000 | 36e                      |            |        |           |            |
| 2000-2001 | 61e                      | nc         | 48e    | nc        |            |
| 2001-2002 | 57e                      | 61e        | 71e    | 39e       |            |
| 2003-2004 | 53e                      | 29e        | 48e    | nc        |            |
| 2004-2005 | 33e                      | 61e        | 18e    | 36e       | 40e        |
| 2005-2006 | 37e                      | 12e        | 46e    | 49e       | 35e        |
| 2006-2007 | 41e                      | nc         | 48e    | 45e       | 30e        |
| 2007-2008 | 47e                      | 30e        | 53e    | 43e       |            |
| 2008-2009 | 45e                      | nc         | 37e    | 47e       | 36e        |
| 2009-2010 | 97e                      | 66e        | 95e    | nc        |            |
| 2010-2011 | 75e                      | nc         | 84e    | 59e       |            |
| 2011-2012 | 36e                      | 32e        | 30e    | 25e       |            |
| 2012-2013 | nc                       | nc         | nc     |           |            |

### Championnats du monde junior
- Médaille d'or du sprint en 1997.